# 서명

존 핸콕의 서명. 미국 독립선언과 연합 규약. "존 핸콕"이라는 이름은 미국에서 "서명"(signature)의 동의어로 되었다.

서명(署名, 문화어: 수표, 영어: signature) 또는 사인(영어: sign)은 누군가의 이름, 가명, 또는 누군가가 문서에 기록했다는 증거, 자기 동일성을 위한 표시를 하기 위해 쓴 것을 말한다. 대한민국에서는 사인 또는 싸인이 결재를 위한 서명과 기념을 위한 서명을 구분하지 않으나, 유럽언어권에서는 이를 구분한다. 영어의 "시그니쳐"(signature)가 결재를 위한 서명이며, "오토그래프"(autograph)가 기념으로 하는 서명이다. 정작 "싸인"(sign)은 '결재하다'라는 동사로 쓰거나 "표식이나 표지, 징후"를 뜻하는 명사로 사용한다. 
대한민국에서 서명을 사인으로 널리 쓰는 이유는 시그니쳐의 약어가 "sign."이어서다. 점을 찍는 약어를 사용하지 않는 한국어 글자 체계에서 그대로 약어를 읽어 서명은 "시그니쳐"가 아니라 "사인"이 되었다. 

## 대한민국의 서명 제도

### 신라시대부터 사용한 서명 제도
우리나라에서는 오래 전부터 서명을 사용했다. 신라 시대부터 조선 시대까지 문서에 글자를 변형한 서명을 하였고, 이를 "화압"(花押)이라 하였다. 조선 중기 이순신 장군도 난중일기를 작성한 공책 뒤쪽에 서명 일종인 "수결"(手決)을 연습한 흔적을 남겼다. 

### 서명의 종류
서양에 비해 인쇄와 종이 제작과 문서작성이 빠르게 발전했던 동양문화권에 당연히 서명 문화가 있었다. 특히 신라시대부터 사용하던 서명은 다양한 종류가 있었다. 일반적인 서명을 "화압"(花押)이라고 했으며, 임금의 서명은 "어압"(御押)이라 했다. 글자에 익숙하지 않거나 문맹이었던 백성들은 중지 길이로 그린 "수촌"(手寸)이나 손바닥을 대고 그린 "수장"(手掌)을 서명으로 사용하였다. 관공서에서 날인과 동시에 서명을 사용하였다. 관공서 벼슬아치가 사용하는 서명을 "수결"이라고 했으며 한자 "일심"(一心)을 변형하여 사용했다. 중국과 일본도 이와 비슷한 서명 문화가 있었다. 

### 근대 서명 제도
대한민국의 서명은 여권 발행과 긴밀한 관계가 있다. 국제적인 문서인 여권은 유럽의 제도를 반영하여 여권에는 반드시 서명을 해야 한다. 그러나 1980년까지 여권 발행은 매우 제한적이었고, 해외출장과 해외취업, 공무, 유학이 아니면 발급하지 않았다. 신용카드 서명 역시 1969년 신세계백화점카드를 발행하며 일부 사용했다. 1980년 은행권 카드를 본격적으로 발급하고, 여행용 여권을 발급하기 시작하면서 서명은 도장과 더불어 결재나 신분증명 수단이 되었다. 그러나 신용카드나 체크카드, 여권 사용에서만 제한적으로 인정하였고, 도장과 같은 법적 효력까지 얻지는 못했다. 
1999년 전자서명법을 제정하며 서명을 도장날인과 같은 법적 효력으로 규정하였다. 현재의 법적 서명은 한글 정체자로 이름을 써야 한다. 흔히 사인이라며 정체자 이름이 아닌 그림이나 선 모양 사인은 일종의 오토그래프라고 하겠지만, 법적으로 인정하지 않는다. 전자서명법 이후에 공인인증서를 활용한 전자서명도 법적인 효력을 지닌다. 

## 서명 운동
서명 운동은 어떠한 주장에 대해 찬성한다는 뜻으로 여러 사람이 서명한 것을 모으는 단체 행동을 말한다.

## 문맹자의 서명
동아시아 한자문화권에서는 수촌이라 하여 손의 외형에 따라 그림으로써 문맹자의 서명을 대신하였다. 수촌을 할 때 남자는 가운뎃손가락만 그리거나, 여자는 새끼손가락만 그리는 경우도 있었다.
로마자 문화권에서는 X나O이라고 적어서 서명을 대신하기도 했다.

## 저작권
영국 법에서 (이름 그 자체가 아닌) 서명의 보이는 부분은 저작권법의 보호를 받을 수 있다.
미국의 저작권법에서 "주제, 이름, 즉 타이포그래피 장식의 사소한 변화, 글자, 색"은 저작권에 적법하지 않지만 (이름 그 자체가 아닌) 서명의 보이는 부분은 저작권법의 보호를 받을 수 있다.

## 같이 보기
- 모바일 서명
- 전자서명